# Miasto Senj
Miasto Senj (chorw. Grad Senj) – jednostka administracyjna w Chorwacji, w żupanii licko-seńskiej. W 2011 roku liczyła 7182 mieszkańców.